# Ноцицептор
Ноцицептор — це сенсорний рецептор, який відповідає за реакцію організму на потенційну небезпеку шкідливих подразників. Відповідає за сприйняття болю. При подразненні посилає сигнали у спинний і головний мозок.
Ноцицепція — це процес сприйняття подразненнь, які можуть викликати пошкодження тканин.

## Розташування
Ноцицептори розташовані у шкірі та внутрішніх органах — м'язах, сухожиллях, фасціях і кістках. Рогівка ока та пульпа зуба також містять ноцицептивні волокна різних типів.[джерело?]

## Види ноцицепторів
- Термічні — реагують на теплові подразники (активуються холодом чи теплом);[джерело?]
- Механічні — реагують на тиск або механічне пошкодження (поріз);
- Хімічні — реагують на хімічний склад (наприклад, капсаїцин перців).

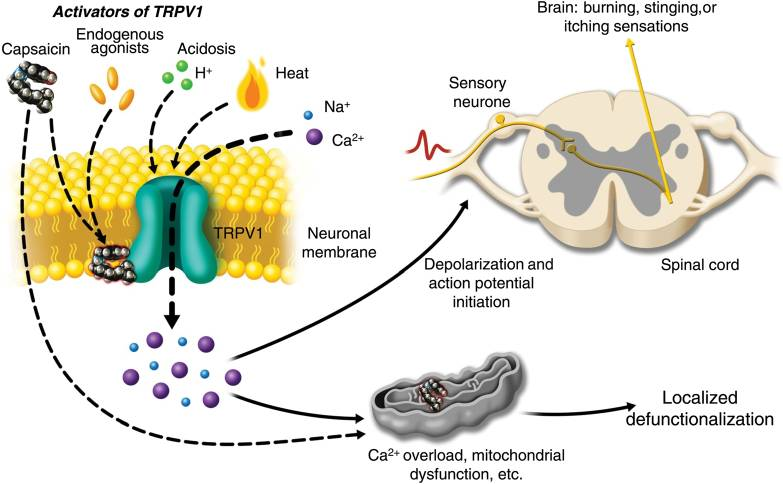
Активація ноцицептора TRPV1 капсаїцином.

За особливістю сприйняття болю:[джерело?]
- Соматичні ноцицептори — сприймають біль при запаленні;
- Вісцеральні ноцицептори — реагують на спазм мускулатури та внутрішню передачу імпульсів по організму.

## Типи волокон у ноцицепторах
У ноцицепторах можуть бути два типи нервового волокна — швидкі мієлінізовані аксони (швидкість передачі імпульсу до ЦНС до 20 м/с) та більш повільні немієлінові волоконні аксони (передають інформацію зі швидкістю 2 м/с).[джерело?]

## Нейротрансміттери
Хімічні речовини, які активують чи пригнічують дію ноцицепторів називають нейротрансмітерами. До них належать: глютамат, аспартат, аденозинтрифосфат (активують ноцицептори), серотонін, аденозин, гліцин, гістамін (сповільнюють ноцицептори).[джерело?]

## Дивитись також
- Медіатори
- Спинний мозок
- Біль
- Фантомний біль
- Біль у животі
- Сенсорні системи
- І. П. Павлов